# Pentévrien
Le Pentévrien (nom donné en 1959 par le géologue Jean Cogné qui reconnaissait sur le flanc est de la baie de Saint-Brieuc, dans le pays de Penthièvre, le socle du Briovérien armoricain) est une époque géologique du Mésoprotérozoïque, très spécifique à la géologie du massif armoricain et de la péninsule armoricaine au sens large, et qui s'étend de ca. -1 300 Ma à -1 000 Ma. 

Cette période précède donc celle de l'orogénèse cadomienne, et les sédiments pentévriens précèdent donc par exemple ceux du briovérien dans la pile sédimentaire de la géologie armoricaine.

## Appellation abandonnée
En se fondant sur des similitudes de faciès et sur des âges absolus encore mal contraints, les géologues ont, « dans un premier temps, regroupé sous le terme "Pentévrien" un ensemble de formations dont les caractères, parfois très semblables, avaient été acquis lors d'évènements différents. Il faut attendre le début des années 1980 pour que les datations absolues soient mieux maîtrisées et que la définition du socle pré-cadomien se rapproche de celle donnée à l'lcartien aujourd'hui ».
Le Pentévrien stricto sensu est longtemps considéré comme postérieur à l'orogenèse icartienne (-2 200 Ma à -1 800 Ma) même si quelques auteurs dans les années 1990 considèrent parfois néanmoins le terme Pentévrien comme aussi le nom d'un cycle orogénique à part entière : soit en le substituant au cycle icartien, soit en l'intercalant entre ce dernier et le cycle cadomien, faisant alors durer ce cycle Pentévrien jusqu'à -750 Ma parfois.
Les progrès de la datation absolue (notamment la méthode Concordia au cours des années 1970) modifient progressivement l'image du vieux socle, tant au point de vue de sa répartition spatiale que temporelle (les gneiss du pays de Penthièvre se sont ainsi révélés bien plus jeunes). La notion même de Pentévrien n'y survit pas, disparaissant totalement au profit de celle d'lcartien.